# Estadio San Carlos de Apoquindo
Estadio San Carlos de Apoquindo – wielofunkcyjny stadion w Santiago w Chile. Służy przede wszystkich do rozgrywania meczów piłki nożnej, lecz odbywają się na nim również mecze rugby, hokeja na trawie oraz koncerty.

## Historia
Władze gminy Las Condes wydały pozwolenie na budowę 16 kwietnia 1987 roku, sama budowa zaś rozpoczęła się 15 września tego roku. Jej koszt wyniósł 1 miliard peso i zużyto do niej 3900 m³ betonu oraz 430 ton metalowych konstrukcji. Oficjalne otwarcie obiektu miało miejsce 4 września 1988 roku.
Stadion San Carlos de Apoquindo to czwarty stadion CD Universidad Católica. W okresie amatorskiej działalności klubu, w 1928 roku otwarto Stadion Universidad Católica. W 1927 roku klub przejął własność Campos de Sports de Ñuñoa. W 1945 roku zainaugurował Stadion Niepodległości. Ostatecznie w 1988 roku klub otworzył drzwi swojego obecnego obiektu sportowego, który został przebudowany w latach 2022–2025.

## Sport
Na stadionie rozgrywa mecze klub CD Universidad Católica. Stadion został zbudowany w 1988 roku i mieści 20 000 widzów. Rekord frekwencji – 20 936 widzów – padł 1 listopada 1992.
Na stadionie odbywały się także koncerty znanych gwiazd, grających wiele różnych gatunków muzyki np. Queen + Paul Rodgers, Whitney Houston czy INXS, a także nakręcono teledyski Pearl Jam i Roxette.
W 2001 roku był areną finałowych meczów mistrzostw świata U-19 w rugby union.